# Samois-sur-Seine
Samois-sur-Seine település Franciaországban, Seine-et-Marne megyében. Lakosainak száma 2066 fő (2022. január 1.). Samois-sur-Seine Avon, Bois-le-Roi, Fontainebleau, Fontaine-le-Port, Héricy, Samoreau és Vulaines-sur-Seine községekkel határos.

## Népesség
A település népessége az elmúlt években az alábbi módon változott:
| Lakosok száma | 2095 | 2079 | 2146 | 2053 | 2047 | 2040 | 2024 | 2010 | 2066 |
|               | 2013 | 2015 | 2016 | 2017 | 2018 | 2019 | 2020 | 2021 | 2022 |